# Viticulture en Bosnie-Herzégovine

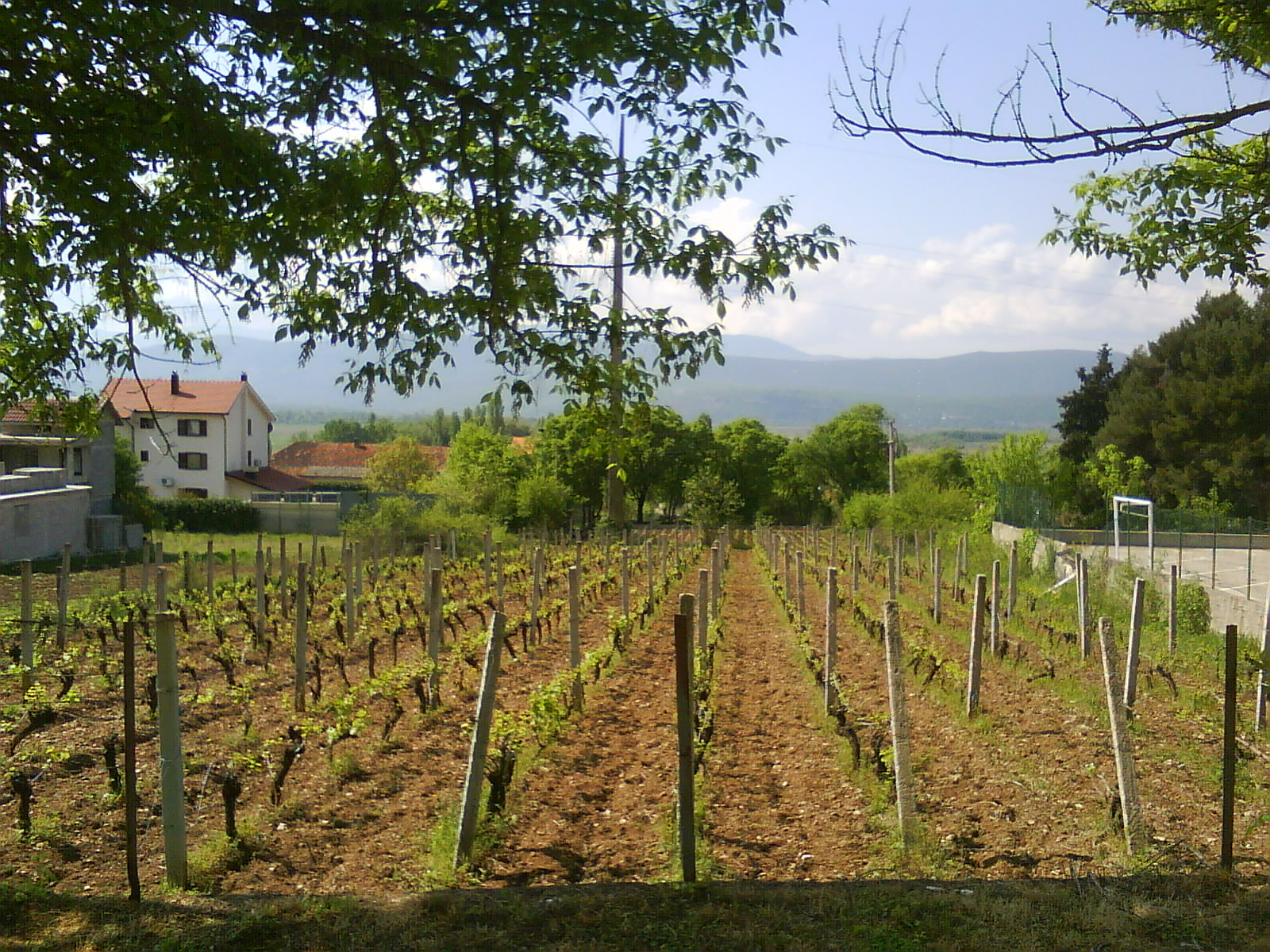
Vigne à Sovići

La viticulture en Bosnie-Herzégovine s'est développée sur la base de cépages autochtones qui avaient résisté à l'ère glaciaire. 

## Origine
Le sud de la Dalmatie, dans l'actuelle Bosnie-Herzégovine, tout comme l'Albanie et les îles Ioniennes de la Grèce, semble avoir été le dernier refuge européen de la vigne après l'ère glaciaire. C'est ce qu'a pu déterminer le professeur Henri Enjalbert lors de ses travaux et ses recherches.

## Vignoble actuel
Les vignes, durement touchées par la guerre de 1992-1995, se concentrent en Herzégovine, dans la région de Mostar (côtes de Mostar). Tout au long de la vallée de la Neretva les petits et grands vignobles ont été plantés sur un sol pierreux qui réfléchit la lumière du soleil. Certains de ses cépages autochtones tels que le Zilavka et le Blatina sont des éléments fondamentaux du patrimoine viticole au niveau mondial.

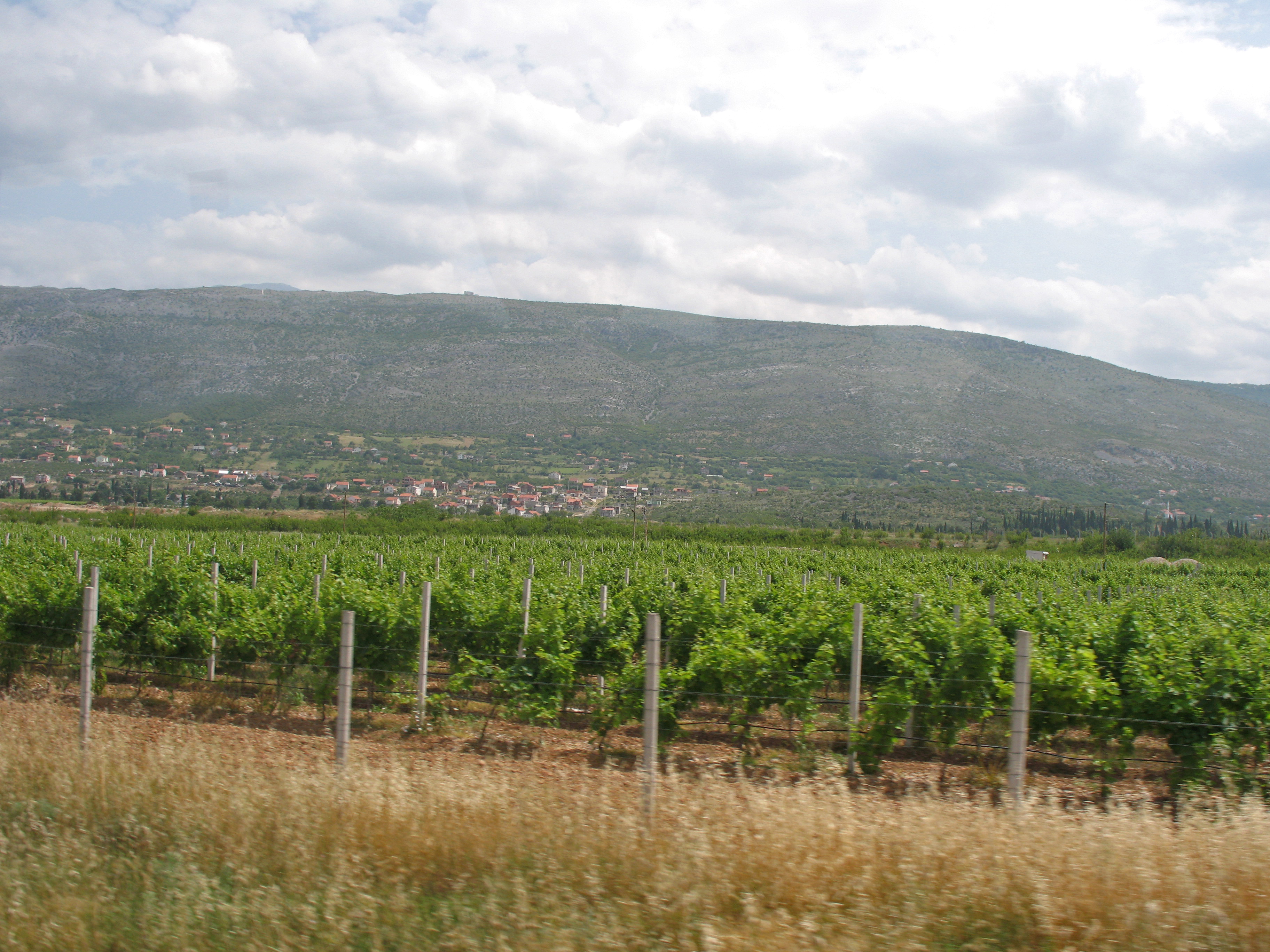
Vignoble de Mostar sur la route menant à Dubrovnik
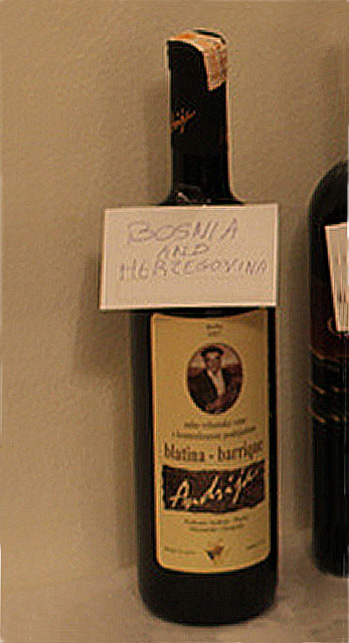
Vin de Bosnie-Herzégovine
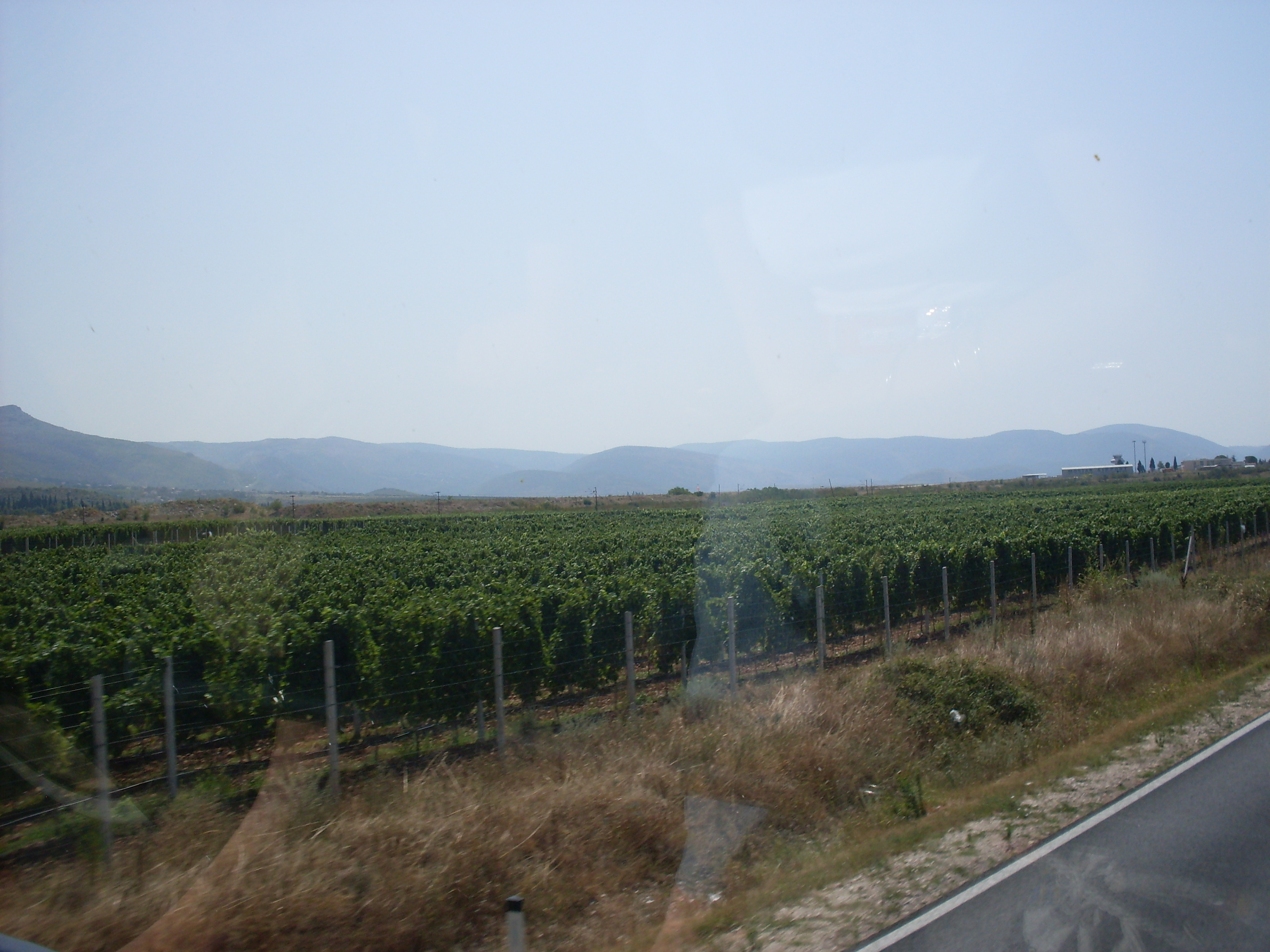
Vignes près de Mostar

Le 12 novembre 2010, la Bosnie-Herzégovine est devenue le 44e État membre de l’OIV.
Parmi les différents cépages, les palais occidentaux préfèrent les vins blancs, plus aboutis : zilavka (pour le vin blanc), blatina, blanc bena, dobrogostina, krkošija, podbil, rkaciteli, alicante Bouschet, cabernet sauvignon, gamay, merlot, plavka, trnjak, vranac...